# Lipochaeta succulenta
Lipochaeta succulenta là một loài thực vật có hoa trong họ Cúc. Loài này được (Hook. & Arn.) DC. mô tả khoa học đầu tiên năm 1836.